# Karstfluss

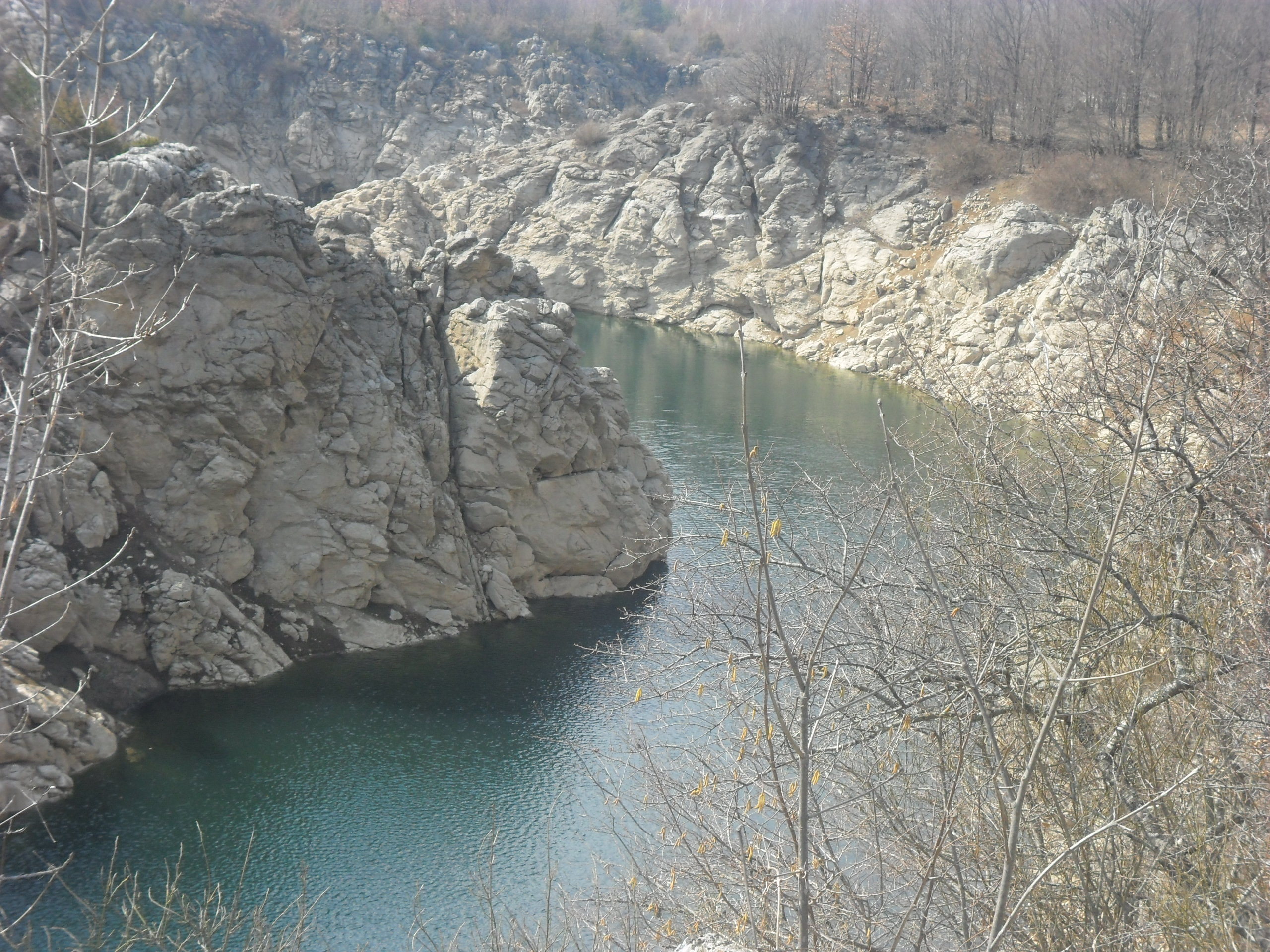
Karstfluss Lika in Kroatien

Als Karstfluss bezeichnet man einen Fluss oder Bach in einer Karstlandschaft, welcher wenigstens zeitweise als Fließgewässer an der Oberfläche existiert und dessen Bett nicht dauerhaft durch Versickerung ausgetrocknet ist. Oft handelt es sich um allochthone Flüsse und Bäche, deren Ursprung und Hauptverlauf nicht in der Karstlandschaft liegen, die sie durchqueren. Beim Durchfluss durch den Karst verliert ein solches Gewässer häufig Wasser an den unterirdischen Karstgrundwasserleiter, wie bei der Versinkung der Donau.

## Beispiele

### Bosnien und Herzegowina
- Trebišnjica

### Bulgarien

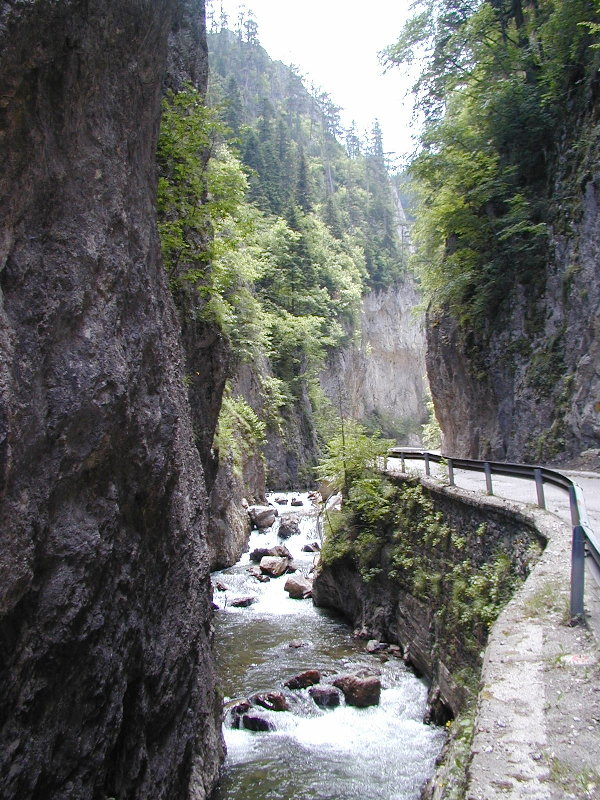
Trigrad-Schlucht

- Trigrad

### Deutschland

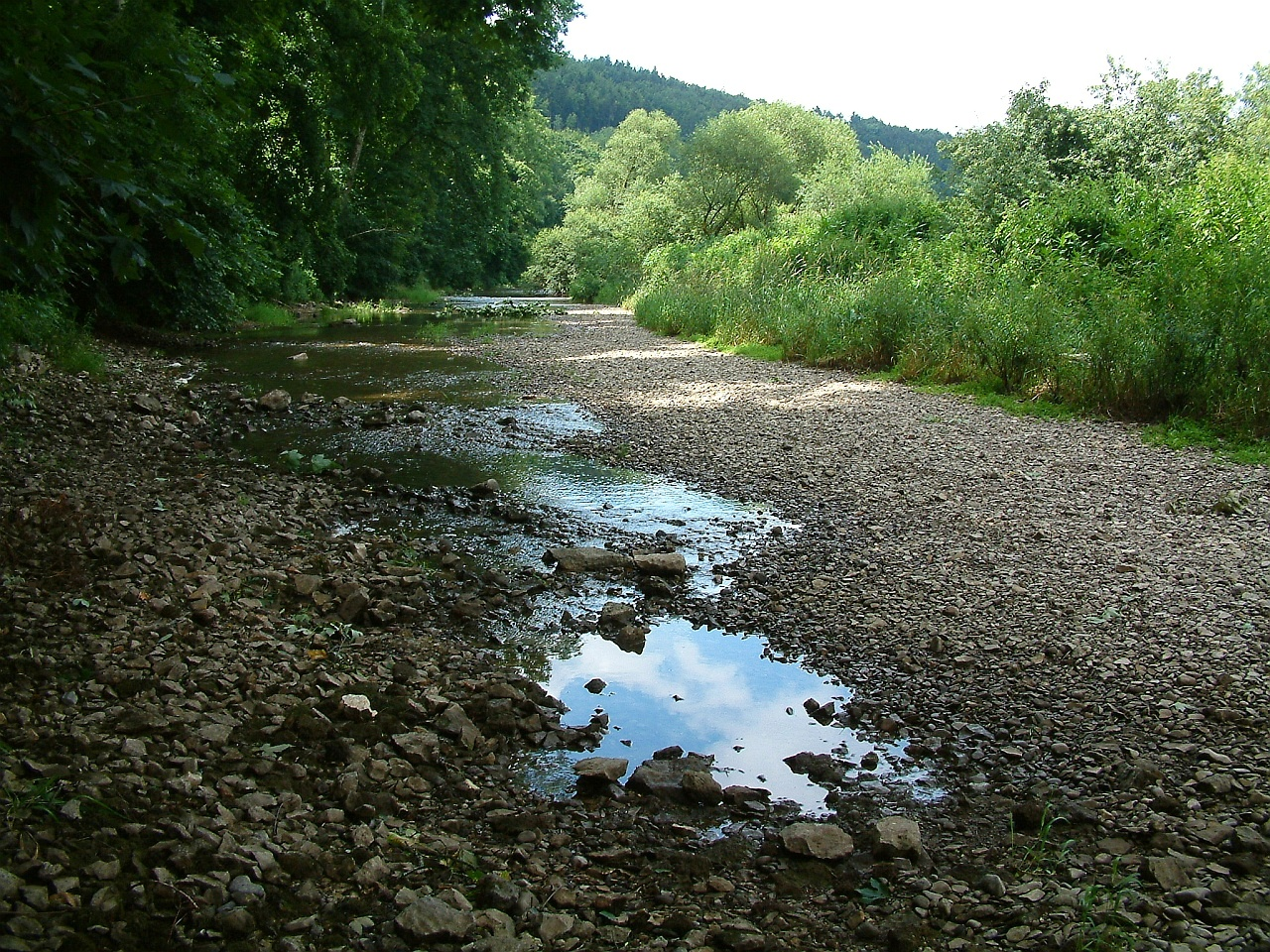
Versinkungsstellen der Donau bei Immendingen

- Alme
- Donau
- Große Lauter
- Wiesent

### Frankreich

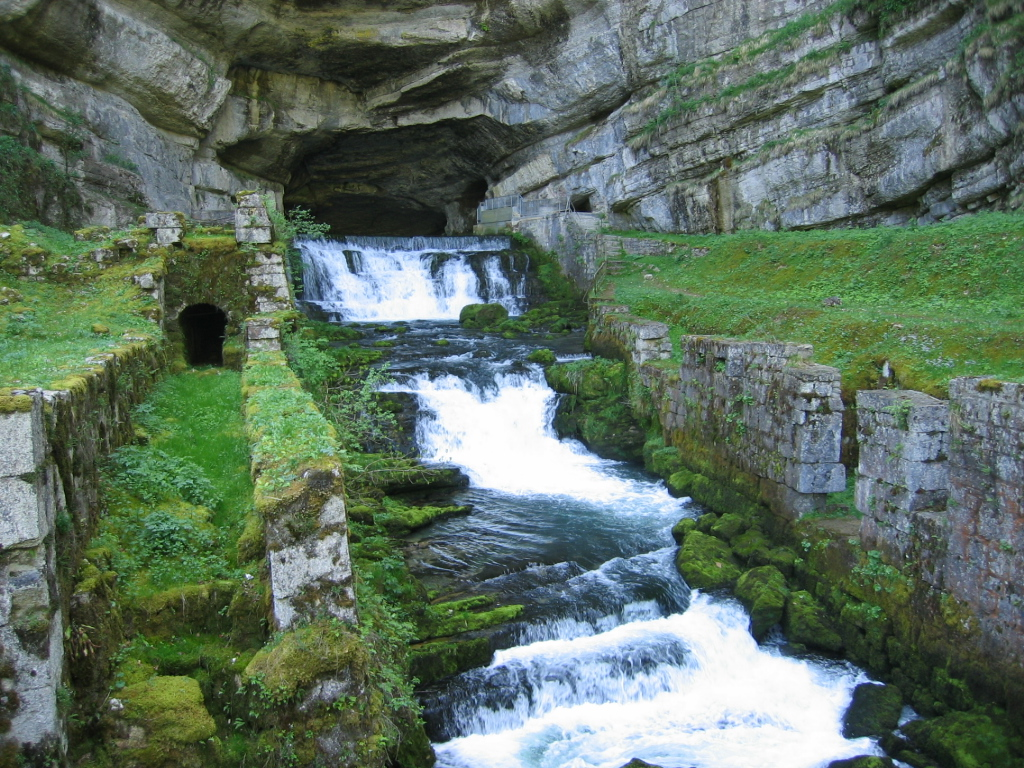
Karstquelle der Loue

- Loue

### Kroatien
- Korana
- Lika
- Pazinčica
- Una
- Zrmanja

### Slowenien

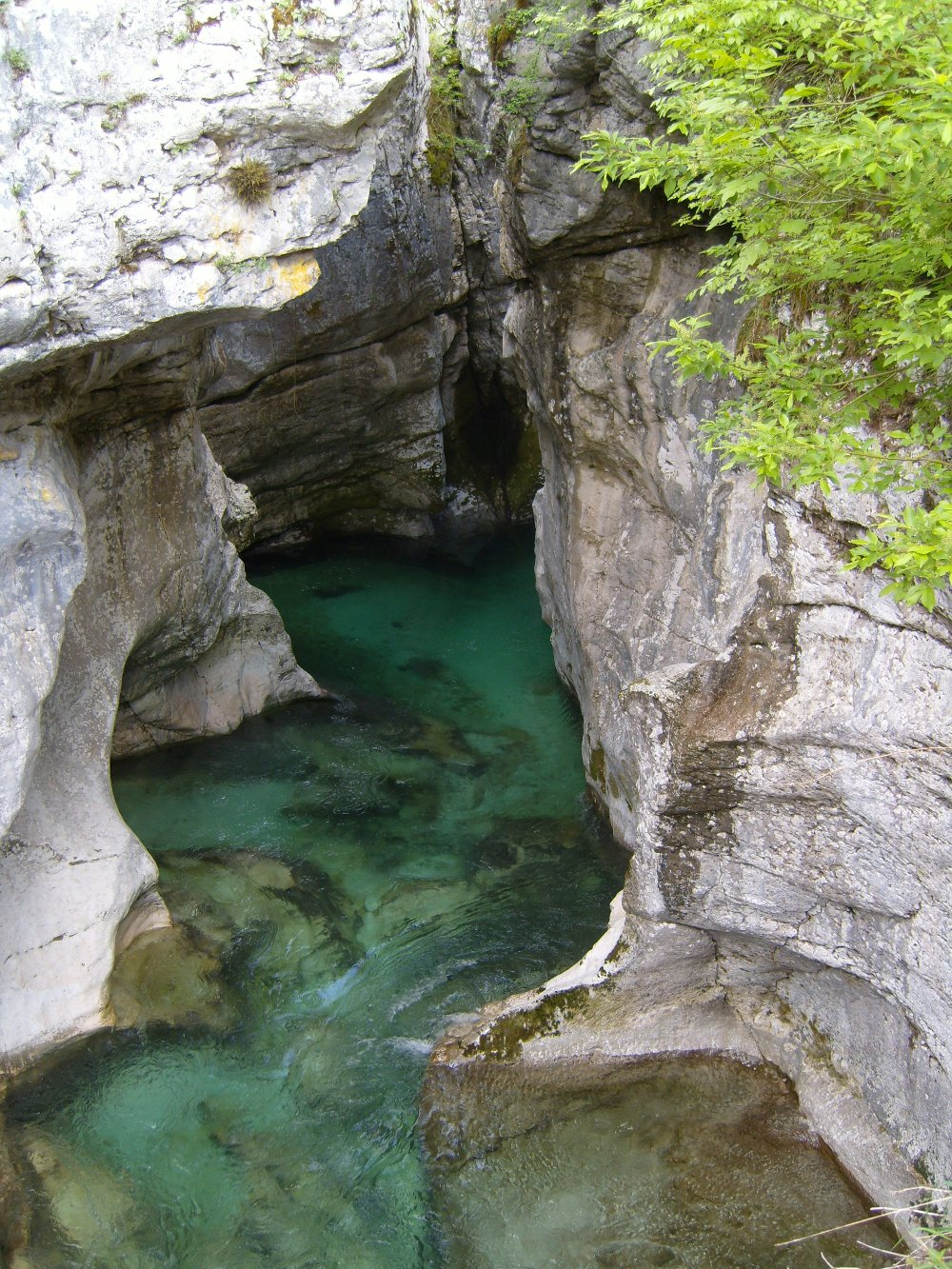
Klammen der obersten Soča

- Bistrica (Ribnica)
- Krka
- Ljubljanica
- Pivka
- Rak
- Reka
- Soča
- Unica

### Tschechien
- Punkva